# Moment prawdy
Moment prawdy – polski teleturniej z elementami reality show oparty na formacie The Moment of Truth (powstałym na bazie kolumbijskiego Nada más que la verdad – pol. Nic poza prawdą, Tylko prawda) emitowany w latach 2009–2010 na antenie telewizji Polsat. Program prowadził dziennikarz i prezenter telewizyjny Zygmunt Chajzer.

## Produkcja
Polska edycja formatu początkowo występowała w mediach także pod tytułem Powiedz prawdę i miała trafić na antenę Polsatu w październiku 2008 roku, lecz jej premiera została przesunięta na wiosnę 2009 roku. Wiosną 2010 wyemitowano drugą serię programu, jednak nadawano ją o godzinę później niż w poprzednim sezonie. 
Producentem obu edycji programu była ATM Grupa. Licencji na realizację programu udzieliło Shine Reveille. Program nagrywany był we wrocławskim studiu producenta w Bielanach Wrocławskich. Za reżyserię odpowiadał Łukasz Łukasik.
Uczestnicy mogli zgłosić się do udziału w grze poprzez wysłanie wiadomości SMS. Wybrani kandydaci odpowiadali przez Internet na 100 pytań dotyczących ich życia osobistego. Zaproszeni na eliminacje uczestnicy rozwiązywali kolejny test, tym razem składający się z 500 pytań. Później każdy z zawodników rozmawiał z psychologiem, a w tym czasie produkcja przeprowadzała także wywiad środowiskowy wśród jego rodziny i znajomych.

## Zasady gry
Kilka dni przed nagraniem gracz poddawał się badaniu wariografem, podczas którego odpowiadał na ponad 100 pytań dotyczących jego życia zawodowego i prywatnego. Następnie 21 z tych pytań prowadzący zadawał w studiu telewizyjnym w obecności osób towarzyszących (najczęściej członków rodziny i przyjaciół uczestnika) oraz publiczności. Pytania dotyczyły m.in. ewentualnego nadużycia pozycji zawodowej, zdrad małżeńskich, partnerów seksualnych i rodzinnych kłopotów. Gra składała się z sześciu rund, a by przejść przez kolejny etap, uczestnik musiał odpowiedzieć zgodnie z prawdą na wszystkie pytania. Każdorazowo przed ich usłyszeniem mógł wycofać się z dalszej gry. Osoby towarzyszące dysponowały przyciskiem, którego wciśnięcie powodowało wycofanie danego pytania (dzięki czemu zawodnik nie musiał na nie odpowiadać) i jego zamianę na inne; podczas całej gry z przycisku można było skorzystać co najwyżej jeden raz. W przypadku odpowiedzi, która okazała się kłamstwem, zawodnik kończył grę, tracąc wszystkie wygrane do tej pory pieniądze.
Główną nagrodą w programie było 250 000 złotych, którą uczestnik mógł otrzymać, odpowiadając zgodnie z prawdą na 21 pytań. Nikomu nie udało się jej zdobyć.
| Progi finansowe | Progi finansowe | Progi finansowe |
| Runda           | Liczba pytań    | Nagroda         |
| --------------- | --------------- | --------------- |
| 1.              | 6               | 5000 zł         |
| 2.              | 5               | 15 000 zł       |
| 3.              | 4               | 30 000 zł       |
| 4.              | 3               | 75 000 zł       |
| 5.              | 2               | 125 000 zł      |
| 6.              | 1               | 250 000 zł      |

W pierwszej serii 14 z 27 uczestników skłamało w pewnym momencie gry, w drugiej serii – 13 z 17 uczestników.

## Emisja
| Seria            | Seria | Odcinki    | Premiery (Polsat) | Premiery (Polsat) | Premiery (Polsat) | Premiery (Polsat) | Źródło |
| Seria            | Seria | Odcinki    | Sezon             | Początek emisji   | Koniec emisji     | Pora emisji       | Źródło |
| ---------------- | ----- | ---------- | ----------------- | ----------------- | ----------------- | ----------------- | ------ |
|                  | 1.    | 1–15 (15)  | wiosna 2009       | 5 marca 2009      | 28 maja 2009      | czwartek 21.00    | [ 15 ] |
| 18 czerwca 2009  | 1.    | 1–15 (15)  | wiosna 2009       | 25 czerwca 2009   |                   | czwartek 21.00    | [ 15 ] |
|                  | 2.    | 16–25 (10) | wiosna 2010       | 25 lutego 2010    | 8 kwietnia 2010   | czwartek 22.00    | [ 16 ] |
| 22 kwietnia 2010 | 2.    | 16–25 (10) | wiosna 2010       | 6 maja 2010       |                   | czwartek 22.00    | [ 16 ] |

## Odbiór
Według badań AGB Nielsen Media Research premiery pierwszej serii programu oglądało średnio 2,48 mln telewidzów (17,0% udziału w paśmie), drugiej natomiast 1,98 mln (17,4% udziału w paśmie); widownię stanowiły głównie kobiety, mieszkańcy wsi i małych miast oraz osoby z wykształceniem podstawowym.
W roku 2009 program został nominowany do Telekamery 2010 w kategorii „Teleturniej”, jednak znalazł się poza pierwszą trójką w plebiscytowym głosowaniu.
Wpływy reklamowe z 15 odcinków pierwszej edycji programu wyniosły 18,2 mln zł, a z 10 odcinków drugiej serii – 10,1 mln zł (dane cennikowe, bez uwzględnienia rabatów itp.).
Program budził kontrowersje m.in. ze względu na osobiste pytania, które zmuszały uczestnika do konfrontacji z bliskimi. Podważano także wiarygodność badania wariografem, któremu przed grą poddawani byli zawodnicy i wykorzystanie jego wskazań do weryfikacji poprawności odpowiedzi na pytania w teleturnieju.